# Fuji T-1
Il Fuji T-1 è un addestratore monomotore a getto ad ala bassa sviluppato dall'azienda aeronautica giapponese Fuji Heavy Industries. Caratterizzato dall'adozione di un turboreattore Rolls-Royce Orpheus 805 e da una cabina di pilotaggio a 2 posti in tandem, fu il primo aereo a reazione realizzato in Giappone dopo la fine della Seconda guerra mondiale.

## Storia del progetto
La Fuji iniziò lo studio, negli anni cinquanta, di un aereo dotato di motore a getto destinato all'addestramento avanzato dei piloti della Kōkū Jieitai. L'azienda nipponica sviluppò il progetto del nuovo trainer basandosi sulle linee del caccia statunitense North American F-86 Sabre. La nuova macchina rappresentò il risorgere dell'industria aeronautica del paese del Sol Levante, diventata oggi tra le più avanzate del mondo.
Il prototipo, propulso con un turboreattore Rolls-Royce Orpheus 805 e designato in origine T-1F1, spiccò il suo primo volo l'8 gennaio 1958.
I primi 46 esemplari di serie furono equipaggiati con il motore Rolls-Royce Orpheus 805, mentre le ultime 20 macchine, designate T-1B, ricevettero il turboreattore di produzione nazionale Ishikawajima-Harima J3-IHI-3 capace di produrre una spinta di 1 200 kg.
Il T-1 entrò in servizio nel 1960, cioè appena 2 anni dopo la data del primo volo, e fu impiegato come addestratore avanzato fino agli anni novanta, quando si rese disponibile un numero sufficiente dei nuovi addestratori Kawasaki T-4; solamente allora il T-1 venne assegnato alle squadriglie di collegamento degli stormi operativi.
La politica adottata dal Giappone non consentì di esportare il velivolo fuori dai confini nazionali e l'unico utente del T-1 fu la Kōkū Jieitai (conosciuta pure come Japan Air Self-Defense Force, ovvero la Forza Aerea di Autodifesa Giapponese). L'ultimo esemplare è stato ritirato dal servizio attivo solamente nel 2006, dopo oltre quarant'anni di onorato servizio.

## Versioni
T1F1designazione assegnata al prototipo, spinto da 1 turboreattore Rolls-Royce Orpheus 805;
T-1Aprima versione di serie prodotta in 46 esemplari, tutti con il Rolls-Royce Orpheus 805. La denominazione originale era T1F2;
T-1Bseconda e ultima variante di serie realizzata in 20 unità, equipaggiate con 1 Ishikawajima-Harima IHI IHI-J3.

## Utilizzatori
Giappone
- Kōkū Jieitai

46 T-1A e 20 T-1B in servizio dal 1960 al 2006.